# 吕军

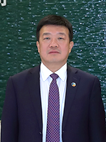
吕军

吕军（1967年—）是一位中国企业家。现任中国共产党第二十届中央委员会候补委员，曾任中粮集团党组书记、董事长，现任中国大唐集团有限公司党组书记、董事长

## 生平
河北辛集人，毕业于中国农业大学，工程学硕士学位。1993年起在中粮集团工作，曾历任中粮期货经纪有限公司副总经理、总经理，中粮集团总裁助理，中国粮油有限公司油脂部总经理，中国粮油有限公司副总经理，中粮集团副总裁、党组成员，中国储备粮管理总公司董事、党组成员、总经理，董事长、党组书记。2018年7月，任中粮集团有限公司董事长、党组书记。2025年2月，转任中国大唐集团有限公司党组书记、董事长。
是中国共产党第十九次全国代表大会中央企业系统（在京）代表，中国共产党第十九届中央委员会候补委员。